# La Igualdad
La Igualdad fue un periódico editado en la ciudad española de Madrid entre 1868 y 1874, durante el Sexenio Democrático, aunque aparecería una segunda época en 1880.

## Historia
Editado en Madrid, se imprimía en una imprenta propia, bajo el subtítulo «diario democrático-republicano». Su primer número aparecería el 11 de noviembre de 1868, a cuatro páginas. Vinculado al republicanismo federal y fundado por Francisco García Padrós, José Guisasola y Alfredo Vega, su dirección habría estado encomendada a Eduardo Benot, Ramón de Cala, Estanislao Figueras, Francisco García López, Adolfo Joarizti, Carlos Martra, Andrés Mellado, José María Orense y José Paúl y Angulo. Su primera época llegaría al menos hasta el 30 de diciembre de 1874. Su segunda época, iniciada el 16 de abril de 1880, continuaría al menos hasta el 3 de noviembre de dicho año, día hasta el que llega su archivo en la Hemeroteca Digital de la Biblioteca Nacional de España.
En su redacción tomaron parte nombres como los de Francisco Bañares, N. Delgado, Juan Escobar y Moreno, Fernando Garrido, N. Guerrero, José Guisasola, Eduardo Hernández, Adolfo Joarizti, José León Valdés, Jesús Lozano, Carlos Martra, Andrés Mellado, César Ordax Avecilla, Camilo Pérez Castro, Mariano Pérez Luzaró y Juan Sala.